# 士瓦本同盟

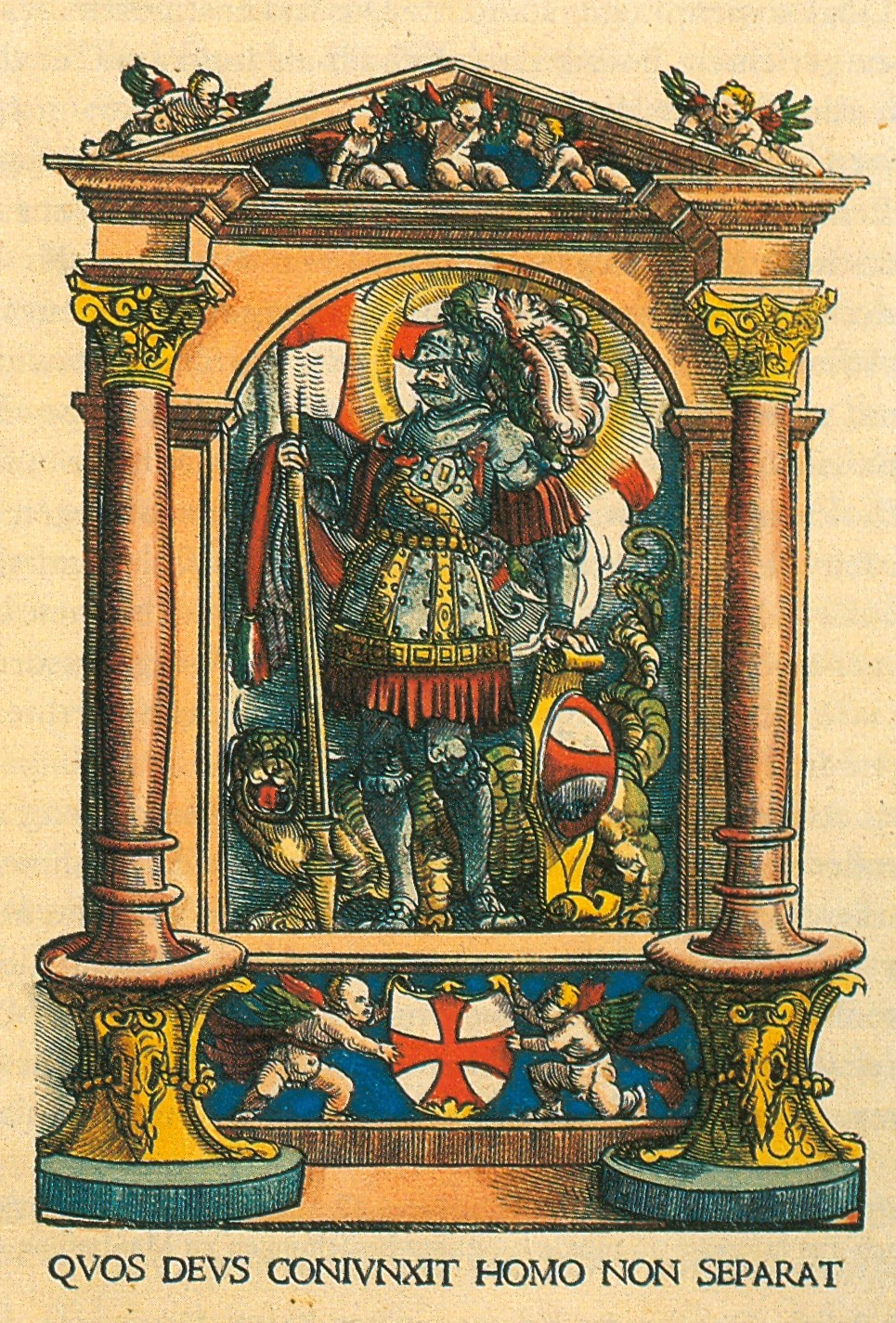
士瓦本同盟徽章

士瓦本同盟（德語：Schwäbischer Bund）是士瓦本地區的諸侯領主在1488年成立的同盟，目的在於抵擋來自巴伐利亞維特爾斯巴赫家族的侵略和瑞士的革命威脅。1534年，同盟因宗教改革造成的分裂而解散。期間同盟曾協助鎮壓農民叛亂和在法蘭克尼亞戰爭時打敗強盗騎士的聯盟。

## 成員
- 奧地利的西吉斯蒙德：提洛伯爵和奧地利大公，1490年後由馬克西米連一世繼任。
- 埃伯哈德一世：符腾堡伯爵 (1495年後晉升為公爵), 1496年後由埃伯哈德二世繼任。

至1489年為止，也有幾位帝國內的各诸侯也加入同盟：
- 霍亨索倫的腓特烈二世：奥格斯堡采邑区采邑主教。
- 克里斯托夫一世：巴登藩侯國侯爵。
- 霍亨索倫的格奧爾格·腓特烈一世：布蘭登堡-安斯巴赫侯爵。
- 霍亨索倫的西格蒙德： 布蘭登堡-拜律特侯爵
- 貝特霍爾德·馮·亨內伯格：美因茨选侯国大主教兼選帝侯。
- 巴登的約翰二世： 特里尔教区大主教兼選帝侯。

至1500年因與巴伐利亞達成和解而加入：
- 維特爾斯巴赫的阿爾布雷希特四世：巴伐利亞-慕尼黑公爵，1503年起成為重新統一的巴伐利亚公爵。

1512年， 巴登和符騰堡退出同盟，隨後班貝格采邑區和艾希施塔特采邑區的采邑主教被納入同盟：
- 腓力一世：黑森伯爵，1519年加入。
- 路德維希五世：普法茲選帝侯，1523年加入。
- 奥托·海因里希與「好爭辯的」菲利普：普法尔茨-諾伊堡公爵，1523年加入。
- 康拉德·馮·圖根：维尔茨堡采邑主教，於1523年加入。
- 馬特烏斯·朗·馮·韋倫堡：萨尔茨堡采邑主教，1525年加入。

## 脚注
1. ↑  Laffan 1975:198.